# セリーナ・ジェイド
セリーナ・ジェイド（中国語名：盧靖姍、1985年6月10日 -）は、香港の女優、歌手である。父がアメリカ人俳優のロイ・ホラン、母が中国人のハーフである。
旧芸名は、CELINA（セリナ、雪蓮）。

## 来歴
2000年3月、小室哲哉のウェブサイト（当時）であるROJAM.COM主催の「CLICK AUDITION」で選ばれた。
2000年7月の沖縄で開催された主要国首脳会議の歓迎レセプションでは、安室奈美恵「NEVER END」のバックコーラスを担当。
2008年から香港で女優業も行っている。

## 出演

### 映画
- 狼牙 ライジング・フィスト（2008年）
- 家有囍事2009（2009年）
- 保持愛你（2009年）
- アイアン・フィスト（2012年）[1]
- 你的今天和我的明天（2013年）
- バトルヒート（2015年）[1]
- 戦狼 ウルフ・オブ・ウォー（2017年）

### テレビドラマ
- 星願同行（2011年）
- Mister French Taste（2012年）
- ARROW/アロー（2013年 -）

## ディスコグラフィ
1. GOOD NEWS, BAD NEWS （2000年7月15日）
Executive producer:TETSUYA KOMURO、track4 「光影之間」: 作曲: TETSUYA KOMURO、作詞: MARC。